# Liturgische sermoenen en legendes

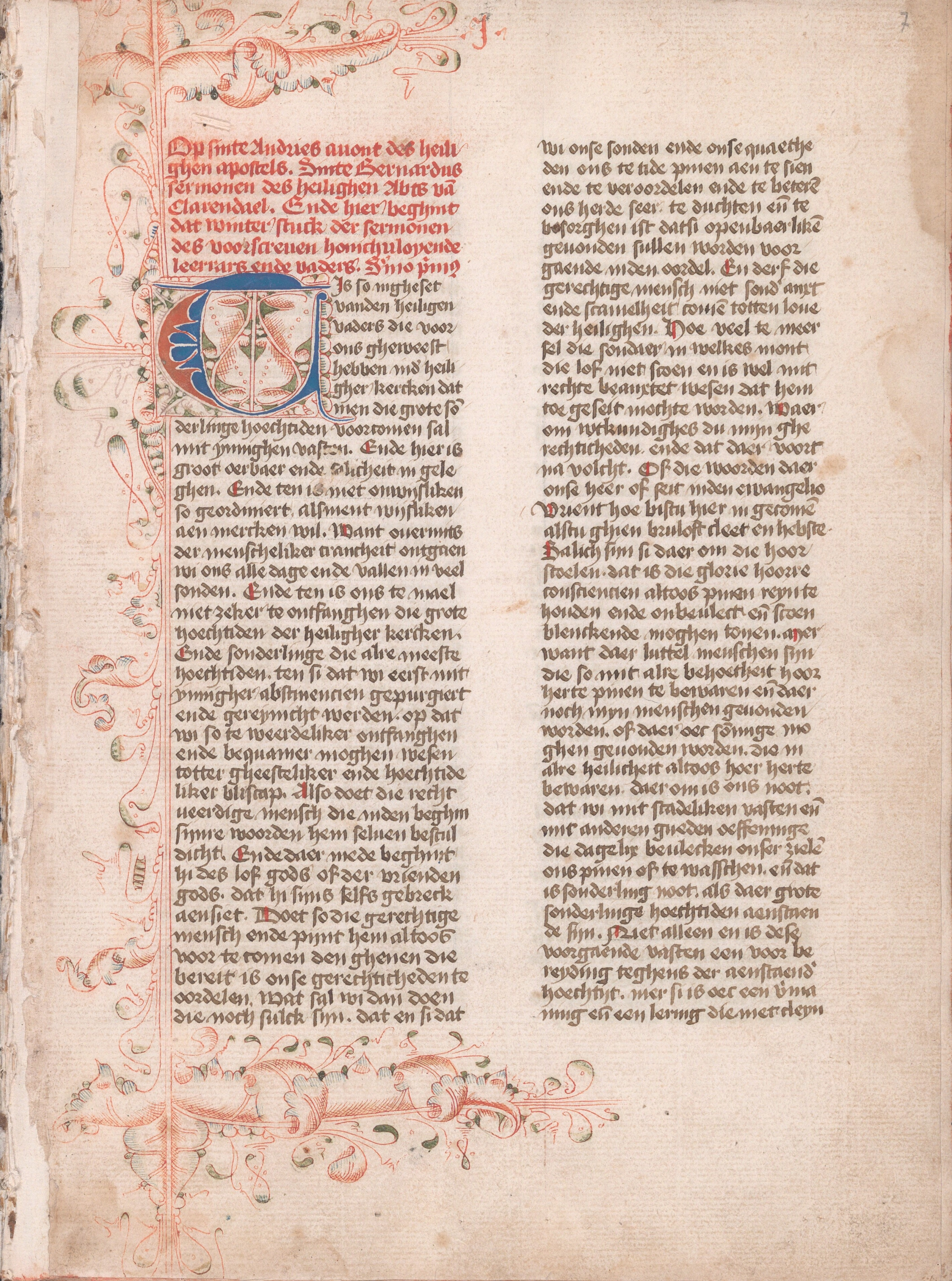
Fragment van het Winterstuk van Bernardus van Clairvaux in het handschrift.

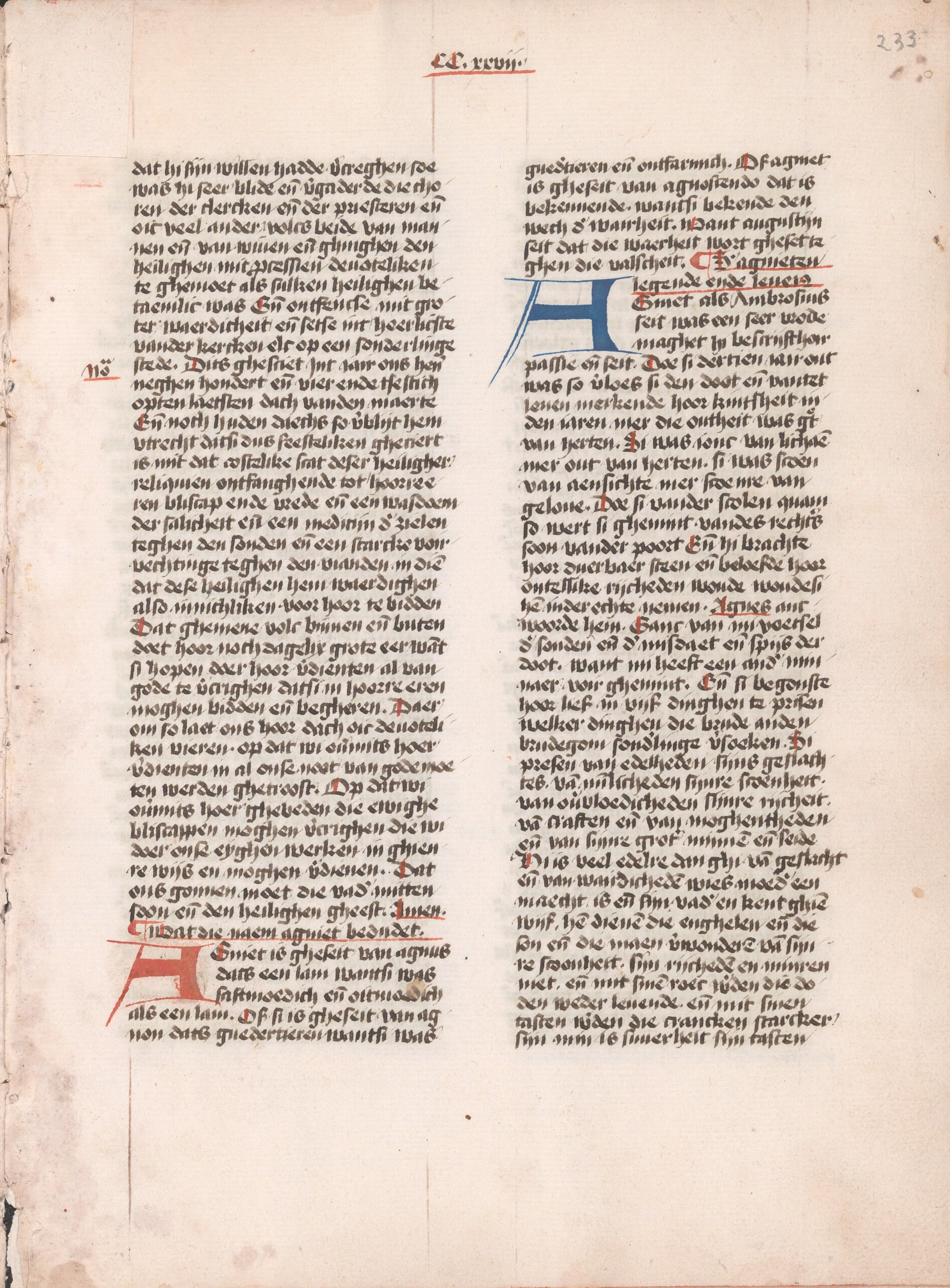
Fragment uit het deel van Jacob de Voragine in het manuscript.

"Liturgische sermoenen en legendes" is een belangrijk verzamelhandschrift van Middelnederlandse vertalingen van Bernardus van Clairvaux (1090-1153) en Jacobus de Voragine (1229?-1298). Het werk werd voltooid tussen 1450 en 1477, in het groot begijnhof te Haarlem. Het manuscript is bewaard in de Universiteitsbibliotheek Gent.

## Inhoud
Het handschrift bestaat uit volgende onderdelen:
- Een startgebed tot de Heilige St. Agnes
- Liturgische sermoenen van Bernardus van Clairvaux, in een Middelnederlandse vertaling (winterstuk)
- Liturgische sermoenen van Bernardus van Clairvaux, in een Middelnederlandse vertaling (zomerstuk)
- Inleidende teksten over St. Agnes
- Uitleg over de betekenis van de naam St. Agnes
- Legende van Sint Agnes uit de Legenda Aurea van Jacobus de Voragine in de vertaling van de zgn. Bijbelvertaler van 1360
- Colofon

Het handschrift bevat ten eerste een Middelnederlandse vertaling van een waarschijnlijk reeds in het Latijn bestaan hebbende keuze uit de preken van Bernardus en andere schrijvers, gerangschikt volgens het kerkelijk jaar en verdeeld in een winter- en een zomerstuk. De vertaling moet omstreeks 1450 tot stand gekomen zijn. Dit handschrift dat het winter- en het zomerstuk bevat, telt 92 preken: 47 uit de Sermones de tempore, 32 uit de Sermones de sanctis, 9 uit de Sermones de diversis en één uit de Sermones in Cantica Canticocum.
Het tweede deel, het deel van Jacobus de Voragine, handelt over Agnes. Agnes is een martelares en ze staat bekend om haar schoonheid en de huwelijksaanzoeken die ze herhaaldelijk weigert. Agnes ziet zichzelf als de bruid van Christus en wil haar maagdelijkheid niet verliezen. Jacobus de Voragine stelt dat Agnes komt van het woord agna en lam betekent. Agnes is namelijk nederig en zachtaardig, net als een lam. Vervolgens beargumenteert De Voragine dat haar naam staat voor het Griekse woord agnon dat vroom betekent. Agnes is barmhartig en vroom, dat blijkt uit de handelingen die Agnes uitvoert. Zo bidt zij herhaaldelijk tot God. Tot slot stelt De Voragine dat Agnes staat voor agnosco dat 'kennende' betekent. Agnes streeft zoveel mogelijk om de waarheid te vertellen. Ze zal bijvoorbeeld nooit een offer brengen aan valse goden. Ook is ze ‘bekinde den wech der waerheit’. Hierdoor vervult Agnes de rol van de ideale christen, dit is namelijk een van de rollen die een vrouw moet vervullen.
Het handschrift is uniek omdat het net deze twee auteurs, Clairvaux en de Voragine, met elkaar verbindt. Zij hebben op zich niet veel met elkaar te maken. De ene is een mysticus, de andere een legendeschrijver. Ze hebben niets met elkaar te maken, en daarom is het zo opmerkelijk dat iemand de keuze maakte om deze twee met elkaar te bundelen.

## Het handschrift
Het handschrift werd tussen 1450 en 1477 voltooid en kent zijn oorsprong bij Agnies en Rikelant Steven uit het groot begijnhof te Haarlem. Het handschrift kent twee handen en heeft een achttiende-eeuwse goudgestempelde band die volledig los zit. Het manuscript is rechtstreeks overgebracht naar de Universiteitsbibliotheek Gent en is er sindsdien bewaard gebleven. De verzameling was later echter zeer verspreid. Behalve in dit handschrift is het winter- en het zomerstuk van Bernardus de Clairvaux nog in de Koninklijke Bibliotheek in Brussel en de Universiteitsbibliotheek van Bonn terug te vinden.